# Іслам: що має знати Захід
«Іслам: що має знати Захід» (англ. Islam: What the West Needs to Know) — документальний фільм 2006 року, присвячений критиці ісламу. В ньому взяли участь Роберт Спенсер, Валід Шебат, Бат Яор, Срджа Трифкович і Абдулла Аль-Арабі.

## Опис
Фільм складається з шести частин:
1. "Немає бога, крім Аллаха, а Мухаммад — Його раб і посланець" (англ. "There is no God but Allah and Muhammad is his Prophet")
2. Боротьба (англ. The Struggle)
3. Експансія (англ. Expansion)
4. Війна — це обман (англ. War is deceit)
5. Більше ніж релігія (англ. More than a religion)
6. Будинок війни (англ. The house of war)

У першій частині розповідається про життя пророка Мухаммеда, Коран, хадиси, а також про насх і мансух. Цитується «Аят Меча». У другій частині йдеться про ставлення ісламу до невірних і джихад. У третій йдеться про такі терміни, як Дар аль-іслам (територія ісламу) і Дар аль-харб (територія війни); показано арабські завоювання і хрестові походи, Віденську битву 1683 року. У четвертій частині розповідається про такію, вбивство Каба ібн аль-Ашрафа і приховування мусульманами своїх намірів. У п'ятій іслам розглядають як політичну ідеологію, яка насаджується на «землях джагілії». В останній, шостій частині, йдеться про поширення ісламського фундаменталізму і майбутнє Західного світу, якому загрожує поглинання ісламом.